# Traktor Čeljabinsk
Traktor Čeljabinsk (rusky Трактор Челябинск) je profesionální ruský hokejový tým. Byl založen v roce 1947. Od roku 2008 působí v Kontinentální hokejové lize.

## Vývoj názvů týmu
- Dzeržinec Čeljabinsk (1948–1954)
- Avangard Čeljabinsk (1954–1958)
- Traktor Čeljabinsk (od roku 1958)

## Přehled účasti v KHL
| Rusko                       |                          |                                                                |                   |
| Sezóny                      | Soutěž                   | Play off                                                       | Kapitán           |
| 2008/2009                   | KHL                      | Osmifinále (prohra 0:3 na zápasy s Atlant Mytišči)             | Andrej Nikolišin  |
| 2009/2010                   | KHL                      | Osmifinále (prohra 1:3 na zápasy s Metallurg Magnitogorsk)     | Andrej Nikolišin  |
| 2010/2011                   | KHL                      | Ne                                                             | Andrej Nikolišin  |
| 2011/2012                   | KHL Vítěz základní části | Semifinále (prohra 1:4 na zápasy s Avangard Omsk)              | Vladimír Antipov  |
| 2012/2013                   | KHL                      | Finále (prohra 2:4 na zápasy s HK Dynamo Moskva)               | Vladimír Antipov  |
| 2013/2014                   | KHL                      | Ne                                                             | Konstantin Panov  |
| 2014/2015                   | KHL                      | Osmifinále (prohra 2:4 na zápasy s HK Sibir Novosibirsk)       | Stanislav Chistov |
| 2015/2016                   | KHL                      | Ne                                                             | Deron Quint       |
| 2016/2017                   | KHL                      | Osmifinále (prohra 2:4 na zápasy s Barys Astana)               | Alexandr Šinin    |
| 2017/2018                   | KHL                      | Semifinále (prohra 0:4 na zápasy s Ak Bars Kazaň)              | Alexandr Šinin    |
| 2018/2019                   | KHL                      | Osmifinále (prohra 0:4 na zápasy s Avtomobilist Jekatěrinburg) | Alexandr Šinin    |
| 2019/2020                   | KHL                      | play off se nedohrálo do konce                                 | Dmitrij Kalinin   |
| 2020/2021                   | KHL                      | Osmifinále (prohra 1:4 na zápasy s Salavat Julajev Ufa)        | Dmitrij Kalinin   |
| 2021/2022                   | KHL                      | Semifinále (prohra 1:4 na zápasy s Metallurg Magnitogorsk)     | bez kapitána      |
| 2022/2023                   | KHL                      | Ne                                                             | Sergej Kalinin    |
| 2023/2024                   | KHL                      | Semifinále (prohra 0:4 na zápasy s Lokomotiv Jaroslavl)        | Sergej Kalinin    |
| 2024/2025                   | KHL                      | Finále (prohra 1:4 na zápasy s Lokomotiv Jaroslavl)            | Vladimir Tkačov   |
| Zdroj na Eliteprospects.com |                          |                                                                |                   |

## Češi a Slováci v týmu
| Ročník                                                                   | Hráči ČR | Hráči SR        | Linky |
| ------------------------------------------------------------------------ | --- | --------------- | ----- |
| 2001/2002                                                                | nikdo | nikdo           |       |
| 2002/2003                                                                | nikdo | nikdo           |       |
| 2003/2004                                                                | nikdo | Jan Pleva       |       |
| 2004/2005                                                                | nikdo | nikdo           |       |
| 2005/2006                                                                | nikdo | nikdo           |       |
| 2006/2007                                                                | nikdo | nikdo           |       |
| 2007/2008                                                                | Marek Vorel, Jakub Čutta                                                                                                   | nikdo           |       |
| 2008/2009                                                                | Jan Platil, Marek Vorel | nikdo           |       |
| 2009/2010                                                                | Jan Platil | nikdo           |       |
| 2010/2011                                                                | Petr Vampola | Roman Kukumberg |       |
| 2011/2012                                                                | Jan Bulis | nikdo           |       |
| 2012/2013                                                                | Jan Bulis | nikdo           |       |
| 2013/2014                                                                | Jan Bulis | nikdo           |       |
| 2014/2015                                                                | Martin Růžička, Jan Bulis                                                                                                  | nikdo           |       |
| 2015/2016                                                                | Martin Růžička, Pavel Francouz                                                                                             | nikdo           |       |
| 2016/2017                                                                | Jiří Novotný, Pavel Francouz, Michal Řepík 10.11.2016 odchod do HC Sparta Praha, Michal Birner odchod do Fribourg-Gottéron | nikdo           |       |
| 2017/2018                                                                | Pavel Francouz | nikdo           |       |
| 2018/2019                                                                | nikdo | nikdo           |       |
| 2019/2020                                                                | Tomáš Hyka, Lukáš Sedlák                                                                                                   | nikdo           |       |
| 2020/2021                                                                | Roman Will, Tomáš Hyka, Lukáš Sedlák                                                                                       | nikdo           |       |
| 2021/2022                                                                | Roman Will, Tomáš Hyka, Lukáš Sedlák                                                                                       | nikdo           |       |
| 2022/2023                                                                | nikdo | nikdo           |       |
| 2023/2024                                                                | nikdo | nikdo           |       |
| 2024/2025                                                                | nikdo | nikdo           |       |
| 2025/2026                                                                | nikdo | nikdo           |       |
| Češi - Zdroj na Eliteprospects.com Slováci - Zdroj na Eliteprospects.com | |                 |       |